# Senna barclayana
Senna barclayana là một loài thực vật có hoa trong họ Đậu. Loài này được (Sweet) Randell miêu tả khoa học đầu tiên.